# Антонен Пруст
Антонен Пруст (фр. Antonin Proust; 15 березня 1832, Ніор — 20 березня 1905, Париж) — французький журналіст, політичний діяч і публіцист, мистецтвознавець, колекціонер, організатор художніх виставок; перший французький міністр культури

## Біографія
Народився 1832 р. у сім'ї англійського походження, виступив у літературі описами подорожей, 1860—1863 рр. співпрацював у «Courrier du dimanche» під псевдонімом Antonin Barthélemy, а 1864 р. заснував у Брюсселі ліберальну «La Semaine universelle», в якій жорстоко нападав на імперію. 1865 року був засуджений за низку статей про революцію у «Mémorial des Deux Sèvres».
1870 року супроводжував рейнську армію як кореспондента «Temps» і після падіння Луї Наполеона був секретарем Гамбетти. Заслуги його організації оборони великі, особливо після видалення Гамбетти з Парижа; він створив так званий легіон Сени-Уази.
1871 року залишив свою посаду при міністерстві і вступив до редакції «République Française», одним із засновників якої він був. 1876 року обраний членом палати депутатів, неодноразово був доповідачем у справах зовнішньої політики.
Був другом дитинства Мане і залишався з ним у близьких відносинах до самої смерті останнього.
Міністр культури
У кабінеті Гамбетти 1884 р. завідував спеціально створеним йому міністерством образотворчих мистецтв. У сесію 1884—1885 рр. виступав кілька разів у відомих ролях: був доповідачем бордоського трактату, який підтвердив туніський протекторат, та головою комісії тяньцзинського договору. Пізніше виявився причетним до «панами», був притягнутий до суду за хабарі, але виправданий присяжними. З того часу політичної ролі не грав.
У 73 роки вистрілив собі в голову, помер через два дні. Причиною вчинку могла бути невиліковна хвороба, на яку він страждав.

## Творчість
- «Les beaux-arts en Angletterre» (Ла-Рошель, 1862),
- «Un filosophe en voyage» (під псевдонімом A. Barthélemy, Париж, 1864),
- «Chants populaires de la Grèce moderne» (1866),
- «Les beaux-arts en province» (1867),
- «La division de l'impôt» (1869),
- «La justice révolutionnaire à Niort» (2 видавництва, 1874),
- «La démocratie en Allemagne» (1872),
- «Le prince de Bismarck, sa correspondance» (1876),
- «L'art sous la République» (1691).
- 1890 року видав розкішну працю «Французьке мистецтво, 1789—1889» (L'art français, 1789—1889).